# Monceaux (Oise)
Monceaux – miejscowość i gmina we Francji, w regionie Hauts-de-France, w departamencie Oise.
Według danych na rok 1990 gminę zamieszkiwało 626 osób, a gęstość zaludnienia wynosiła 95 osób/km² (wśród 2293 gmin Pikardii Monceaux plasuje się na 449. miejscu pod względem liczby ludności, natomiast pod względem powierzchni na miejscu 725.).